# Gepus arabicus
Gepus arabicus is een insect uit de familie van de mierenleeuwen (Myrmeleontidae), die tot de orde netvleugeligen (Neuroptera) behoort. 
Gepus arabicus is voor het eerst wetenschappelijk beschreven door Navás in 1934.